# Ubisoft London
Ubisoft London, anciennement Future Games Of London jusqu'en février 2023, était un studio de développement de jeux vidéo situé à Londres. Le studio a été fondé en septembre 2009 dans le but de créer des jeux sur smartphones.
Le 1er octobre 2013, le studio est racheté par l'éditeur français Ubisoft afin de compléter l'activité mobile de l'éditeur,.

## Histoire

Ancien logo du studio.

En 2009, le studio a été créé pour construire des divertissements interactifs pour le marché important des smartphones en pleine croissance.
En 2010, l'entreprise britannique crée sa première franchise à succès sur mobiles, nommée Hungry Shark. Le 4e titre de la série Hungry Shark Evolution a été téléchargé plus de 30 millions de fois.
Future Games Of London est également connu pour la création d'autres free-to-play comme Pool Bar ou encore Grabatron. L'ensemble des jeux développés par le studio comptabilise 100 millions de téléchargements en Septembre 2013.
En octobre 2013, le studio est acheté par Ubisoft dans le but de proposer plus de jeux mobiles free-to-play et de permettre au studio de créer de nouvelles créations et étendre leurs marques.

## Jeux développés
| Titres                          | Année | Plates-formes                   |
| ------------------------------- | ----- | ------------------------------- |
| Hungry Shark: Part 1            | 2010  | iPhone, iPad, Android           |
| Hungry Shark: Part 2            | 2010  | iPhone, iPad, Android           |
| Hungry Shark Trilogy HD         | 2010  | iPhone, iPad, Android           |
| Pool Bar                        | 2010  | iPhone, iPad, Android           |
| Grabatron                       | 2011  | iPhone, iPad, Android           |
| Hungry Shark: Part 3            | 2011  | iPhone, iPad, Android           |
| Hungry Shark Night              | 2011  | iPhone, iPad, Android           |
| Snooker Club                    | 2011  | iPhone, iPad, Android           |
| Hungry Shark Evolution          | 2012  | iPhone, iPad, Android           |
| Little Raiders: Robin's Revenge | 2014  | iPhone, iPad, Android           |
| Hungry Shark World              | 2016  | iPhone, iPad, Android           |
| Hungry Shark VR                 | 2017  | Oculus Rift                     |
| Hungry Shark World              | 2018  | Playstation 4, Xbox One, Switch |
| Hungry Dragon                   | 2018  | iPhone, iPad, Android           |